# Roberto Frinolli
Roberto Frinolli (Roma, 13 novembre 1940) è un ex ostacolista e allenatore di atletica leggera italiano, specializzato nei 400 metri ostacoli.

## Biografia
Nato a Roma nel quartiere della Garbatella, si è avvicinato all'atletica leggera iniziando a scuola a praticare i 110 metri ostacoli, per poi scegliere i 400 metri ostacoli.
Assieme a Ottavio Missoni, Armando Filiput, Salvatore Morale, Laurent Ottoz e Fabrizio Mori, è stato uno dei migliori interpreti di questa disciplina in Italia, vestendo la maglia azzurra assoluta in 36 competizioni dal 1961 al 1972.
I suoi migliori risultati sono stati la medaglia d'oro conquistata ai campionati europei di Budapest 1966, il sesto posto ai Giochi della XVIII Olimpiade a Tokyo del 1964, l'ottavo a quelli della XIX Olimpiade a Città del Messico nel 1968.
In quest'ultima occasione si qualificò alla finale con il secondo miglior tempo, vincendo la sua semifinale. In finale decise di correre alla pari con il britannico David Hemery, ma nella seconda parte di gara non riuscì a tenere il ritmo del suo avversario e nemmeno a salire sul podio dei premiati.
Ha partecipato anche all'Olimpiade di Monaco del 1972. Ha vinto le Universiadi nei 400 m ostacoli nel 1963 e 1965 ed è stato campione italiano di specialità dal 1963 al 1966 e dal 1968 al 1969.
È stato primatista italiano nei 400 ostacoli con cronometraggio automatico con 49"14, ottenuto il 14 ottobre 1968 a Città del Messico. Il primato è stato superato solo 23 anni dopo, nel 1991, da Fabrizio Mori.
Ha inoltre stabilito tre volte il primato italiano nella staffetta 4×400 metri:
- 3'07"6 nel 1964 a Tokyo (Bianchi, Morale, Frinolli, Bello)
- 3'07"6 (uguagliato) nel 1966 a Modena (Petranelli, Frinolli, Fusi, Bello)
- 3'06"5 nel 1966 a Budapest (Fusi, Bianchi, Frinolli, Bello)

Nel 2001 è stato nominato commissario tecnico della Nazionale italiana per il settore maschile.
Il 27 dicembre 2004 è stato nominato Ufficiale della Repubblica al Merito Sportivo.
Diplomatosi all'ISEF, è sposato con Daniela Beneck, campionessa di nuoto. I figli Giorgio e Bruno hanno indossato più volte la maglia azzurra, Giorgio praticando la stessa specialità del padre e Bruno invece il salto in lungo.

## Palmarès
- Europei di atletica

Budapest 1966: oro nei 400 m hs;
- Giochi del Mediterraneo

Napoli 1963: oro nei 400 m hs;